# Ботсвана на літніх Олімпійських іграх 2024
Ботсвану на літніх Олімпійських іграх 2024 представляли дванадцять спортсменів у двох  видах спорту.

## Медалісти
| Медаль | Ім'я                                                      | Вид спорту     | Змагання                    | Дата      |
| ------ | --------------------------------------------------------- | -------------- | --------------------------- | --------- |
| 1      | Леціле Тебого                                             | Легка атлетика | біг на 200 метрів           | 8 серпня  |
| 2      | Бусанг Кебіначіпі Баяпо Ндорі Ентоні Песела Леціле Тебого | Легка атлетика | естафетний біг 4×400 метрів | 10 серпня |